# Іван Піддубний (монета)
«Іван Піддубний» — ювілейна  монета номіналом 2 гривні, випущена Національним банком України, присвячена 150 річчю від дня народження спортсмена, шестиразового чемпіона світу з греко-римської боротьби Івана Піддубного. Монету введено в обіг 5 жовтня 2021 року. Вона належить до серії «Видатні особистості України».

## Опис та характеристики монети
| Номінал грн. | Метал      | Маса, грам | Діаметр, мм. | Якість виготовлення       | Гурт     | Тираж, штук |
| ------------ | ---------- | ---------- | ------------ | ------------------------- | -------- | ----------- |
| 2            | нейзильбер | 12.8       | 31,0         | спеціальний анциркулейтед | рифлений | 35 000      |

### Аверс
На аверсі монети праворуч розміщено малий Державний Герб України, над яким напис «УКРАЇНА» та напис «2021». В центрі зображена композиція у формі медалі у формі земної кулі, яка висить на стрічці. Над кулею напис «УКРАЇНСЬКИЙ БОГАТИР», а під кулею напис «ЧЕМПІОН ЧЕМПІОНІВ» (написи здійснені напівколом). Внизу під написами зазначено номінал монети «2 ГРИВНІ», праворуч від якого зображено логотип Банкнотно-монетного двору Національного банку України (написи і логотип розташовані на дзеркальному тлі). Також по обидва боки від центральної композиції зображено стилізовані сцени боротьби.

### Реверс
На реверсі монети зображено Івана Піддубного (на дзеркальному тлі). Праворуч від якого зазначені його роки життя «1871» та «1949», а також півколом праворуч напис «ІВАН ПІДДУБНИЙ».

## Автори

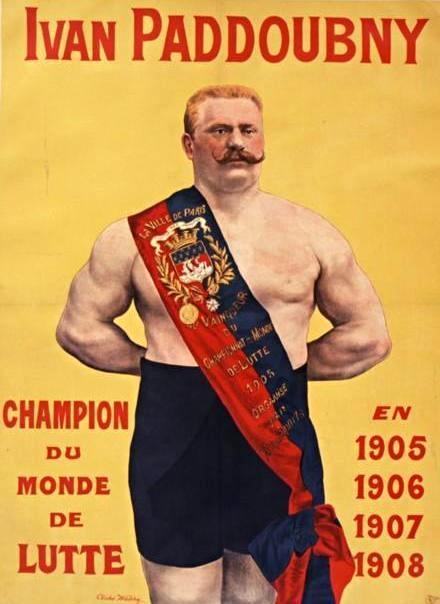
Плакат із зображенням Івана Піддубного

- Художник: Таран Володимир, Харук Олександр, Харук Сергій
- Скульптори: Іваненко Святослав, Демяненко Анатолій[4]

## Вартість монети
Роздрібна ціна Національного банку України 49 гривень.
Фактична приблизна вартість монети, з роками змінювалася так:
| Рік        | 2021 | 2022 | 2023 | 2024 | 2025 |
| ---------- | ---- | ---- | ---- | ---- | ---- |
| Ціна, грн. | 80   | 80   | 90   | 140  | 165  |